# Articulated Tug Barge
Articulated Tug Barge, meist als ATB, AT/B oder Dual Mode ITB abgekürzt, bezeichnet einen Schubverband aus einem seegehenden Schlepper, der zum einen zum herkömmlichen Schleppbetrieb mit Anhang, als auch zum gekoppelten Betrieb mit einer eigens dafür vorgesehenen Barge ausgelegt ist. Das vorwiegende Fahrtgebiet dieser Schubverbände ist die US-amerikanische Ostküste, insbesondere ausgehend von den Häfen des US-Golf. ATBs werden aber auch bis in die Großen Seen betrieben.

## Geschichte

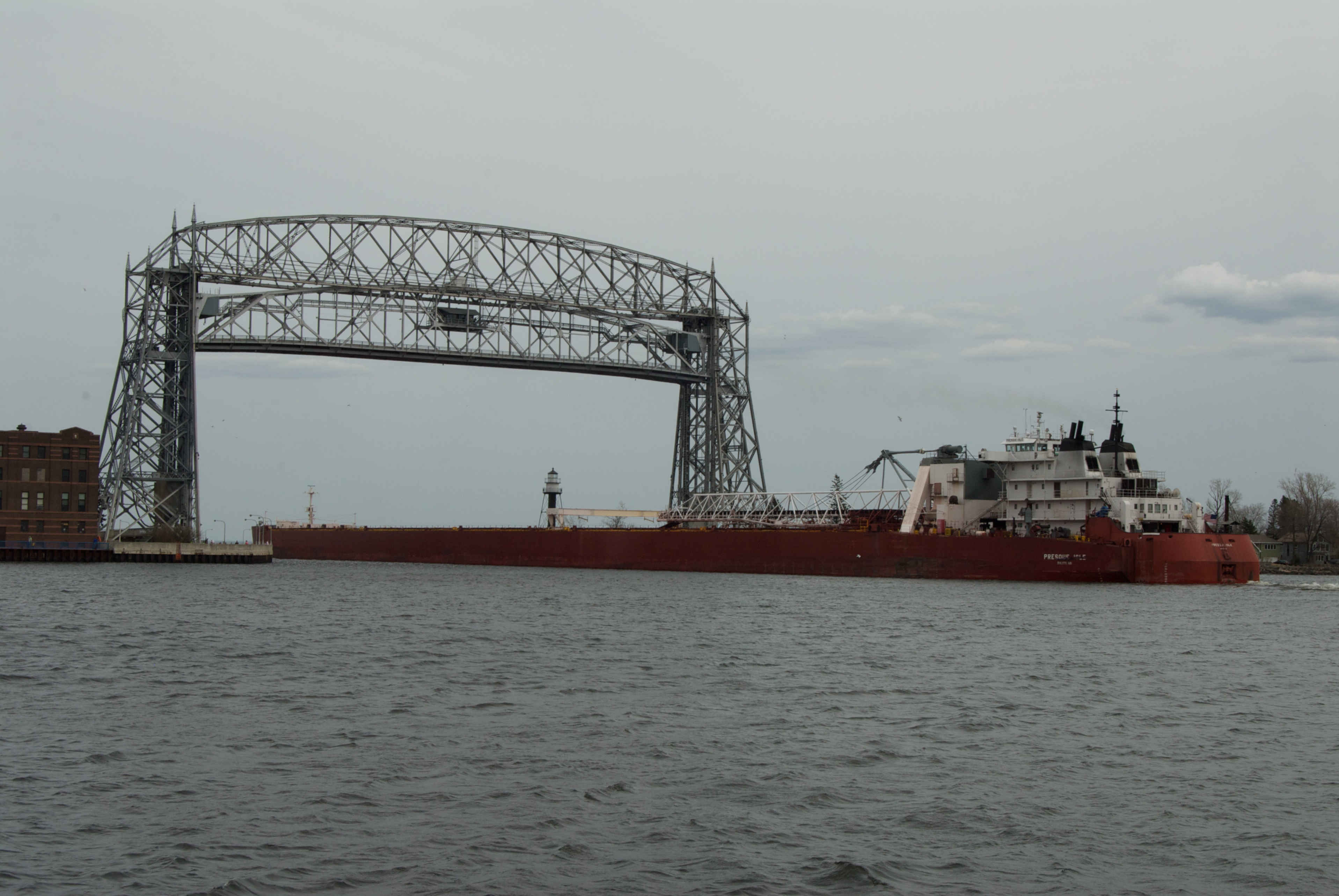
Das größte auf den Großen Seen operierende ATB, Presque Isle

ATBs entwickelten sich aus den höher spezialisierten Integrated Tug Barge (ITB), deren Betrieb ausschließlich im Verbund Schlepper/Barge möglich ist. Technisch sind ATBs seegehende Schlepper mit erhöhten Brückenaufbauten, die zum Schubbetrieb mit einer zusätzlichen seitlichen Bolzenverbindung an eine Hochseebarge gekoppelt werden können. Die Barge ist im Heckbereich mit einer Aussparung versehen, in die der Schlepper hereinfahren und mit der Barge gekoppelt werden kann. Nicht alle Schlepper und Bargen besitzen die gleichen Passsysteme, sondern sie werden in der Regel als zueinander passende Paare, bzw. Einheit bestellt, wobei häufig auch mehrere Bargen zu einem Schlepper geordert werden.

## Funktionsweise der Kupplungen
Bei dieser Art von Schubverbänden unterscheidet man zwischen ATB (Articulated Tug Barge) und ITB (Integrated Tug Barge). Beim ITB ist das Schubboot starr mit dem Leichter verbunden, macht also jede Bewegung des Leichters mit. Beim ATB sind in der Heckinnenseite zwei senkrechte U-förmige Führungen (Nut) mit Zähnen ausgebildet. In diese werden zwei große Bolzen, die sich im Schubboot befinden, eingeführt und je nach Beladungszustand des Leichters in einer bestimmten Höhe eingeführt. Die Bolzen sind an zwei Seiten mit Zähnen, an den  gegenüberliegenden Seiten glatt ausgebildet und  im Boot frei drehbar, das Schubboot kann sich dadurch entsprechend der Wellenbewegung frei bewegen was zu einem ruhigeren Fahrverhalten führt. Beim Löschen oder Laden des Leichters werden die Bolzen um 90 Grad gedreht und sind dann in der Höhe frei beweglich.
Die ersten ATB-Systeme wurden von dem Japaner Takuma Yamaguchi entwickelt.